# Nesna
Nesna est une kommune et un port norvégien du Helgeland dans le comté de Nordland. Le chef-lieu de la commune est le village de Nesna.
Nesna se compose d'une partie continentale qui forme la partie extérieure de la péninsule, trois îles plus grandes à l'extérieur, ainsi que quelques îles plus petites et inhabitées.

## Localités
- Husby (66° 13′ 00″ N, 12° 46′ 00″ E)
- Nesna (66° 11′ 57″ N, 13° 01′ 05″ E)
- Saura (66° 13′ 57″ N, 12° 59′ 19″ E)
- Vikholmen (66° 12′ 00″ N, 12° 58′ 00″ E)

## Îles

Les îles de Nesna

- Handnesøya (66° 15′ 44,64″ N, 13° 03′ 27,24″ E)
- Hugla (66° 11′ 14,28″ N, 12° 55′ 03,72″ E)
- Tomma (66° 14′ 47,4″ N, 12° 42′ 56,52″ E)